# Мессьє 55
Мессьє 55 (також відоме як М55 та NGC 6809) є кулястим скупченням в сузір'ї Стрільця.

## Відкриття
Скупчення було відкрито Ніколою Луї де Лакай (фр. Nicolas Louis de Lacaille) в 1751 році і каталогізоване Шарлем Мессьє в 1778 році.

## Цікаві характеристики

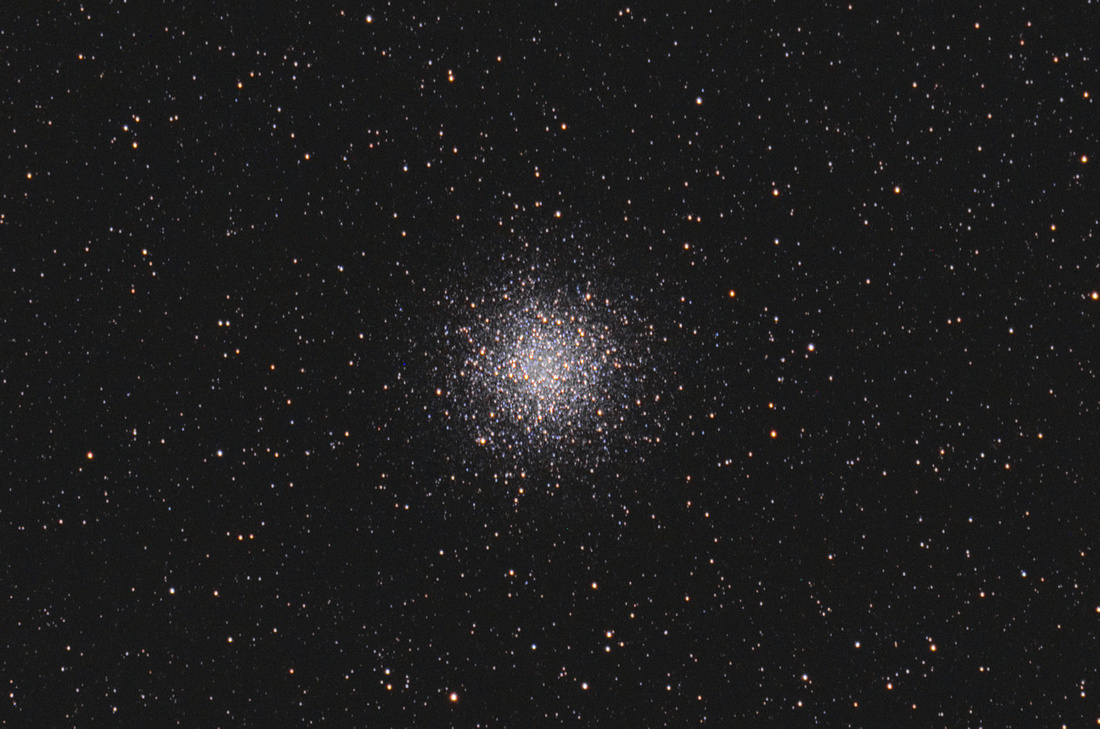
Мессьє 55 в аматорський телескоп

M55 знаходиться на відстані 17300 світлових років від Землі. У скупченні M55 було виявлено близько півдюжини змінних зірок.

## Спостереження

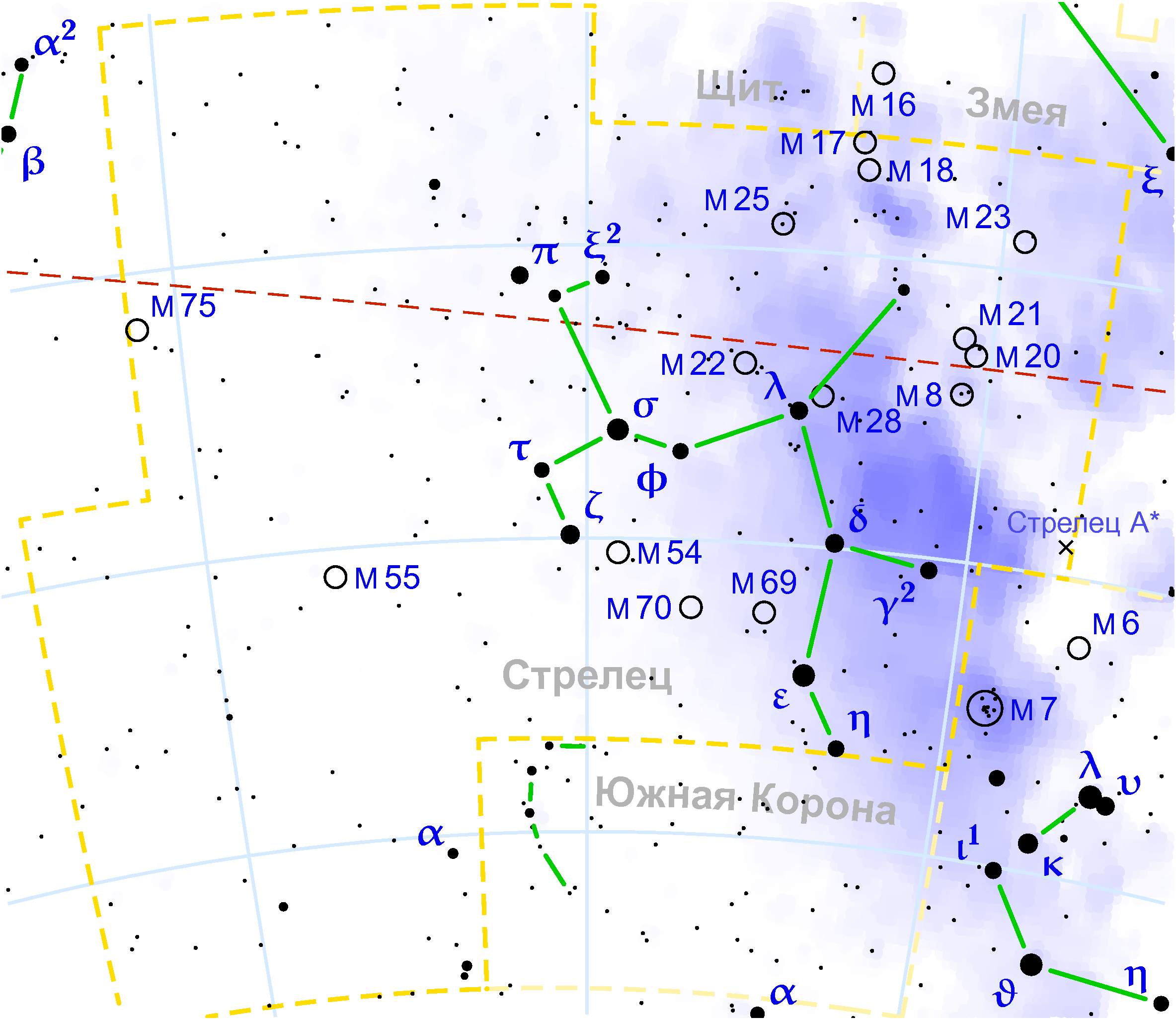
Кулясте скупчення M55 в сузір'ї Стрільця

Це незвичайне кулясте скупчення в Стрільці рідко спостерігається з території північних широт. Короткими літніми ночами воно дуже невисоко сходить над горизонтом. Скупчення можна виявити в бінокль приблизно на середині лінії яка з'єднує зірки ψ і θ Стрільця або, по-іншому, у вершині прямокутного трикутника з основою 62 і θ Стрільця.
Скупчення в бінокль виглядає тьмяною дифузною плямою майже без концентрації яскравості до центру. У середній аматорський телескоп апертурою 100—127 мм зірки скупчення розрізняються по краю, а при апертурі побільше зірки розпадаються навіть і в центрі кулі.
Скупчення досить велике, мало концентроване, скуйовдженої форми.

### Сусіди по небу з каталогу Мессьє
- M75 — (на північ) більш тьмяне і важке в пошуках кулясте скупчення;
- M54, M70 і M69 — (на захід) кілька дуже неяскравих скупчень

### Послідовність спостереження в «Марафоні Мессьє»
… М73 → М2 →М55 → М30